# Cromakalim
Il cromakalim è un farmaco antiipertensivo appartenente alla classe farmacologica degli attivatori del canale del potassio e alla classe chimica dei benzopirani.

## Applicazioni terapeutiche
Il cromakalim trova impiego nei casi di ipertensione, disturbi vascolari periferici, ischemia cerebrale, angina pectoris.